# إيفور نوفيلو
إيفور نوفيلو (بالإنجليزية: Ivor Novello)‏ (و. 1893 – 1951 م) هو ممثل، وكاتب مسرحي، وملحن، وكاتب، وكاتب سيناريو من المملكة المتحدة . ولد في كارديف .
توفي في لندن .

## روابط خارجية
- إيفور نوفيلو على موقع IMDb (الإنجليزية)
- إيفور نوفيلو على موقع الموسوعة البريطانية (الإنجليزية)
- إيفور نوفيلو على موقع ألو سيني (الفرنسية)
- إيفور نوفيلو على موقع ميوزك برينز (الإنجليزية)
- إيفور نوفيلو على موقع أول موفي (الإنجليزية)
- إيفور نوفيلو على موقع قاعدة بيانات برودواي على الإنترنت (الإنجليزية)
- إيفور نوفيلو على موقع قاعدة بيانات الأفلام السويدية (السويدية)
- إيفور نوفيلو على موقع إن إن دي بي (الإنجليزية)
- إيفور نوفيلو على موقع أول ميوزيك (الإنجليزية)
- إيفور نوفيلو على موقع ديسكوغز (الإنجليزية)